# IIHF European Women Champions Cup 2009/10
Der IIHF European Women Champions Cup 2009/10 war die sechste Austragung des von der Internationalen Eishockey-Föderation IIHF ausgetragenen Wettbewerbs. Am vom 30. Oktober 2009 bis 14. März 2010 ausgetragenen Turnier nahmen 20 Mannschaften aus 20 Ländern teil. Die Finalrunde wurde vom 12. bis 14. März 2010 in der deutschen Hauptstadt Berlin ausgetragen.
Zum zweiten Mal in der Geschichte des European Women Champions Cup war keiner der Finalrundenteilnehmer gesetzt. Die vier Finalteilnehmer wurden in zwei Qualifikationsrunden ermittelt. Zudem nahm erstmals kein schwedisches Team am Wettbewerb teil.

## Vorrunde
Die Spiele der Vorrunde fanden vom 30. Oktober bis 1. November 2009 statt. Als Austragungsort für die Gruppe A fungierte das österreichische Salzburg, im lettischen Ventspils wurden die Spiele der Gruppe B ausgetragen, in Kralupy nad Vltavou fanden die Paarungen der Gruppe C statt und die Gruppe D wurden in Alleghe ausgespielt.
Die Erstplatzierten der Gruppen A und D qualifizierten sich zur Teilnahme in der Gruppe E, während die Sieger der Gruppen B und C in die Gruppe F gesetzt wurden.

### Gruppe A
| 30. Oktober 2009 16:00 Uhr | HK Slawia Sofia        | 0:18 (0:4, 0:11, 0:3)               | Herlev Hornets         | Eisarena, Salzburg Zuschauer: |
| 30. Oktober 2009 20:00 Uhr | OSC Berlin             | 3:2 n. P. (0:1, 1:0, 1:1, 0:0, 1:0) | EC The Ravens Salzburg | Eisarena, Salzburg Zuschauer: |
| 31. Oktober 2009 16:00 Uhr | Herlev Hornets         | 3:6 (2:2, 0:2, 1:2)                 | OSC Berlin             | Eisarena, Salzburg Zuschauer: |
| 31. Oktober 2009 20:00 Uhr | EC The Ravens Salzburg | 25:0 (5:0, 12:0, 8:0)               | HK Slawia Sofia        | Eisarena, Salzburg Zuschauer: |
| 1. November 2009 12:00 Uhr | OSC Berlin             | 28:0 (8:0, 9:0, 11:0)               | HK Slawia Sofia        | Eisarena, Salzburg Zuschauer: |
| 1. November 2009 16:00 Uhr | EC The Ravens Salzburg | 7:2 (4:0, 1:1, 2:1)                 | Herlev Hornets         | Eisarena, Salzburg Zuschauer: |

| Pl. |                        | Sp | S | OTS | OTN | N | Tore  | Punkte |
| 1.  | OSC Berlin             | 3  | 2 | 1   | 0   | 0 | 37:05 | 8      |
| 2.  | EC The Ravens Salzburg | 3  | 2 | 0   | 1   | 0 | 34:05 | 7      |
| 3.  | Herlev Hornets         | 3  | 1 | 0   | 0   | 2 | 23:13 | 3      |
| 4.  | HK Slawia Sofia        | 3  | 0 | 0   | 0   | 3 | 00:71 | 0      |

### Gruppe B
| 30. Oktober 2009 15:30 Uhr | Sheffield Shadows   | 0:3 (0:1, 0:0, 0:2) | Sparta Sarpsborg    | Ledus halle, Ventspils Zuschauer: |
| 30. Oktober 2009 19:00 Uhr | SHK Laima Riga      | 5:0 (2:0, 2:0, 1:0) | Valladolid Panteras | Ledus halle, Ventspils Zuschauer: |
| 31. Oktober 2009 14:30 Uhr | Sparta Sarpsborg    | 9:2 (1:0, 3:1, 5:1) | Valladolid Panteras | Ledus halle, Ventspils Zuschauer: |
| 31. Oktober 2009 18:00 Uhr | SHK Laima Riga      | 4:0 (3:0, 0:0, 1:0) | Sheffield Shadows   | Ledus halle, Ventspils Zuschauer: |
| 1. November 2009 13:00 Uhr | Sparta Sarpsborg    | 2:3 (0:3, 0:0, 2:0) | SHK Laima Riga      | Ledus halle, Ventspils Zuschauer: |
| 1. November 2009 16:30 Uhr | Valladolid Panteras | 2:7 (0:5, 1:1, 1:1) | Sheffield Shadows   | Ledus halle, Ventspils Zuschauer: |

| Pl. |                     | Sp | S | OTS | OTN | N | Tore  | Punkte |
| 1.  | SHK Laima Riga      | 3  | 3 | 0   | 0   | 0 | 12:02 | 9      |
| 2.  | Sparta Sarpsborg    | 3  | 2 | 0   | 0   | 1 | 14:05 | 6      |
| 3.  | Sheffield Shadows   | 3  | 1 | 0   | 0   | 2 | 07:09 | 3      |
| 4.  | Valladolid Panteras | 3  | 0 | 0   | 0   | 3 | 04:21 | 0      |

### Gruppe C
| 30. Oktober 2009 14:00 Uhr | MHC Martin      | 0:3 (0:0, 0:1, 0:2)   | Terme Maribor   | Zimní stad., Kralupy nad Vltavou Zuschauer: |
| 30. Oktober 2009 17:00 Uhr | Milenyum Ankara | 0:16 (0:3, 0:3, 0:10) | HC Slavia Prag  | Zimní stad., Kralupy nad Vltavou Zuschauer: |
| 31. Oktober 2009 14:00 Uhr | Terme Maribor   | 9:2 (3:1, 1:1, 5:0)   | Milenyum Ankara | Zimní stad., Kralupy nad Vltavou Zuschauer: |
| 31. Oktober 2009 17:00 Uhr | MHC Martin      | 0:8 (0:1, 0:5, 0:2)   | HC Slavia Prag  | Zimní stad., Kralupy nad Vltavou Zuschauer: |
| 1. November 2009 14:00 Uhr | HC Slavia Prag  | 7:1 (2:0, 3:0, 2:1)   | Terme Maribor   | Zimní stad., Kralupy nad Vltavou Zuschauer: |
| 1. November 2009 17:00 Uhr | Milenyum Ankara | 3:11 (1:3, 2:5, 0:3)  | MHC Martin      | Zimní stad., Kralupy nad Vltavou Zuschauer: |

| Pl. |                 | Sp | S | OTS | OTN | N | Tore  | Punkte |
| 1.  | HC Slavia Prag  | 3  | 3 | 0   | 0   | 0 | 31:01 | 9      |
| 2.  | Terme Maribor   | 3  | 2 | 0   | 0   | 1 | 13:09 | 6      |
| 3.  | MHC Martin      | 3  | 1 | 0   | 0   | 2 | 11:14 | 3      |
| 4.  | Milenyum Ankara | 3  | 0 | 0   | 0   | 3 | 05:36 | 0      |

### Gruppe D
| 30. Oktober 2009 16:00 Uhr | HC Cergy-Pontoise    | 10:0 (4:0, 4:0, 2:0)                | SC Miercurea Ciuc    | Stadio Alvise De Toni, Alleghe Zuschauer: |
| 30. Oktober 2009 20:30 Uhr | Agordo Hockey        | 9:0 (3:0, 2:0, 4:0)                 | UTE Marilyn Budapest | Stadio Alvise De Toni, Alleghe Zuschauer: |
| 31. Oktober 2009 16:00 Uhr | UTE Marilyn Budapest | 1:7 (0:4, 1:2, 0:1)                 | HC Cergy-Pontoise    | Stadio Alvise De Toni, Alleghe Zuschauer: |
| 31. Oktober 2009 20:30 Uhr | SC Miercurea Ciuc    | 1:8 (0:5, 0:2, 1:1)                 | Agordo Hockey        | Stadio Alvise De Toni, Alleghe Zuschauer: |
| 1. November 2009 14:30 Uhr | UTE Marilyn Budapest | 2:1 n. P. (1:0, 0:1, 0:0, 0:0, 1:0) | SC Miercurea Ciuc    | Stadio Alvise De Toni, Alleghe Zuschauer: |
| 1. November 2009 17:00 Uhr | Agordo Hockey        | 6:1 (1:1, 1:0, 4:0)                 | HC Cergy-Pontoise    | Stadio Alvise De Toni, Alleghe Zuschauer: |

| Pl. |                      | Sp | S | OTS | OTN | N | Tore  | Punkte |
| 1.  | Agordo Hockey        | 3  | 3 | 0   | 0   | 0 | 23:02 | 9      |
| 2.  | HC Cergy-Pontoise    | 3  | 2 | 0   | 0   | 1 | 18:07 | 6      |
| 3.  | UTE Marilyn Budapest | 3  | 0 | 1   | 0   | 2 | 03:17 | 2      |
| 4.  | SC Miercurea Ciuc    | 3  | 0 | 0   | 1   | 2 | 02:20 | 1      |

## Zwischenrunde
Die Spiele der Zwischenrunde fanden vom 4. bis 6. Dezember 2009 statt. Als Austragungsort für die Gruppe E fungierte die deutsche Hauptstadt Berlin und die Gruppe F wurde im tschechischen Slaný ausgespielt. Es qualifizierten sich jeweils die beiden Mannschaften auf den ersten Plätzen einer Gruppe für das Super Final.

### Gruppe E
Für die Spiele der Gruppe E waren die Espoo Blues aus Finnland und Aisulu Almaty aus Kasachstan bereits gesetzt. Zudem qualifizierten sich der OSC Berlin und Agordo Hockey über die Vorrunde.
| 4. Dezember 2009 15:00 Uhr | Aisulu Almaty | 7:1 (3:0, 2:1, 2:0)  | Agordo Hockey | Wellblechpalast, Berlin Zuschauer: 200 |
| 4. Dezember 2009 18:30 Uhr | OSC Berlin    | 3:4 (0:0, 2:3, 1:1)  | Espoo Blues   | Wellblechpalast, Berlin Zuschauer: 350 |
| 5. Dezember 2009 15:00 Uhr | Agordo Hockey | 2:9 (0:4, 1:4, 1:1)  | OSC Berlin    | Wellblechpalast, Berlin Zuschauer: 150 |
| 5. Dezember 2009 18:30 Uhr | Aisulu Almaty | 3:4 (1:2, 2:1, 0:1)  | Espoo Blues   | Wellblechpalast, Berlin Zuschauer:     |
| 6. Dezember 2009 12:00 Uhr | Espoo Blues   | 10:3 (2:1, 2:1, 6:1) | Agordo Hockey | Wellblechpalast, Berlin Zuschauer: 100 |
| 6. Dezember 2009 15:30 Uhr | OSC Berlin    | 2:0 (1:0, 1:0, 0:0)  | Aisulu Almaty | Wellblechpalast, Berlin Zuschauer: 200 |

| Pl. |               | Sp | S | OTS | OTN | N | Tore  | Punkte |
| 1.  | Espoo Blues   | 3  | 3 | 0   | 0   | 0 | 18:09 | 9      |
| 2.  | OSC Berlin    | 3  | 2 | 0   | 0   | 1 | 14:06 | 6      |
| 3.  | Aisulu Almaty | 3  | 1 | 0   | 0   | 2 | 10:07 | 3      |
| 4.  | Agordo Hockey | 3  | 0 | 0   | 0   | 3 | 06:26 | 0      |

### Gruppe F
Für die Spiele der Gruppe F waren der HC Lugano aus der Schweiz und Tornado Moskowskaja Oblast aus Russland bereits gesetzt. Über die Vorrunde qualifizierten sich der HC Slavia Prag und SHK Laima Riga.
| 4. Dezember 2009 14:00 Uhr | HC Lugano                  | 9:0 (7:0, 1:0, 1:0)            | SHK Laima Riga             | Sportovní hala, Slaný Zuschauer: |
| 4. Dezember 2009 17:30 Uhr | Tornado Moskowskaja Oblast | 6:3 (2:0, 1:1, 3:2)            | HC Slavia Prag             | Sportovní hala, Slaný Zuschauer: |
| 5. Dezember 2009 14:00 Uhr | HC Slavia Prag             | 7:1 (1:0, 3:1, 3:0)            | SHK Laima Riga             | Sportovní hala, Slaný Zuschauer: |
| 5. Dezember 2009 17:30 Uhr | Tornado Moskowskaja Oblast | 4:3 n. V. (0:0, 1:2, 2:1, 1:0) | HC Lugano                  | Sportovní hala, Slaný Zuschauer: |
| 6. Dezember 2009 14:00 Uhr | HC Lugano                  | 4:7 (1:3, 1:3, 2:1)            | HC Slavia Prag             | Sportovní hala, Slaný Zuschauer: |
| 6. Dezember 2009 17:30 Uhr | SHK Laima Riga             | 0:6 (0:1, 0:1, 0:4)            | Tornado Moskowskaja Oblast | Sportovní hala, Slaný Zuschauer: |

| Pl. |                            | Sp | S | OTS | OTN | N | Tore  | Punkte |
| 1.  | Tornado Moskowskaja Oblast | 3  | 2 | 1   | 0   | 0 | 16:06 | 8      |
| 2.  | HC Slavia Prag             | 3  | 2 | 0   | 0   | 1 | 17:11 | 6      |
| 3.  | HC Lugano                  | 3  | 1 | 0   | 1   | 1 | 16:11 | 4      |
| 4.  | SHK Laima Riga             | 3  | 0 | 0   | 0   | 3 | 01:22 | 0      |

## Super Final
Das Super Final fand vom 12. bis 14. März 2010 in Berlin statt. Wie im Vorjahr war keiner der vier Endrundenteilnehmer gesetzt. Lediglich über die zwei Qualifikationsrunden konnten sich vier Mannschaften qualifizieren.
Im Turnier setzten sich klar die Frauen von Tornado Moskowskaja Oblast durch, die alle drei Spiele gewinnen konnten.
| 12. März 2010 16:00 Uhr | Tornado Moskowskaja Oblast | 4:3 (0:0, 3:1, 1:2) Spielbericht (PDF-Datei; 57 kB)  | Espoo Blues                | Wellblechpalast, Berlin Zuschauer: 200 |
| 12. März 2010 19:30 Uhr | OSC Berlin                 | 2:3 (1:2, 0:1, 1:0) Spielbericht (PDF-Datei; 56 kB)  | HC Slavia Prag             | Wellblechpalast, Berlin Zuschauer: 280 |
| 13. März 2010 15:00 Uhr | Espoo Blues                | 1:3 (0:0, 1:1, 0:2) Spielbericht (PDF-Datei; 56 kB)  | OSC Berlin                 | Wellblechpalast, Berlin Zuschauer: 400 |
| 13. März 2010 18:30 Uhr | HC Slavia Prag             | 2:10 (1:2, 0:6, 1:2) Spielbericht (PDF-Datei; 58 kB) | Tornado Moskowskaja Oblast | Wellblechpalast, Berlin Zuschauer: 350 |
| 14. März 2010 12:00 Uhr | Espoo Blues                | 6:3 (1:0, 2:2, 3:1) Spielbericht (PDF-Datei; 57 kB)  | HC Slavia Prag             | Wellblechpalast, Berlin Zuschauer: 160 |
| 14. März 2010 15:30 Uhr | OSC Berlin                 | 0:8 (0:3, 0:3, 0:2) Spielbericht (PDF-Datei; 57 kB)  | Tornado Moskowskaja Oblast | Wellblechpalast, Berlin Zuschauer: 470 |

| Pl. |                            | Sp | S | OTS | OTN | N | Tore  | Punkte |
| 1.  | Tornado Moskowskaja Oblast | 3  | 3 | 0   | 0   | 0 | 22:05 | 9      |
| 2.  | Espoo Blues                | 3  | 1 | 0   | 0   | 2 | 10:10 | 3      |
| 3.  | OSC Berlin                 | 3  | 1 | 0   | 0   | 2 | 05:12 | 3      |
| 4.  | HC Slavia Prag             | 3  | 1 | 0   | 0   | 2 | 08:18 | 3      |

## Statistik

### Beste Scorerinnen
Abkürzungen: Sp = Spiele, T = Tore, V = Vorlagen, Pkt = Punkte, +/- = Plus/Minus; Fett: Turnierbestwert
| Spieler               | Team               | Sp | T | V | Pkt | +/− | SM |
| --------------------- | ------------------ | -- | - | - | --- | --- | -- |
| Jekaterina Smolenzewa | Moskowskaja Oblast | 3  | 6 | 3 | 9   | +5  | 0  |
| Iveta Koka            | Moskowskaja Oblast | 3  | 2 | 4 | 6   | +6  | 4  |
| Stephanie Jones       | Prag               | 3  | 3 | 2 | 5   | −1  | 4  |
| Martina Veličková     | Berlin             | 3  | 3 | 2 | 5   | −1  | 0  |
| Ija Gawrilowa         | Moskowskaja Oblast | 3  | 2 | 3 | 5   | +5  | 2  |
| Marina Sergina        | Moskowskaja Oblast | 3  | 2 | 3 | 5   | +3  | 2  |
| Kristina Petrowskaja  | Moskowskaja Oblast | 3  | 2 | 3 | 5   | +4  | 2  |

### Beste Torhüterinnen
Abkürzungen: Sp = Spiele, TOI = Eiszeit (in Minuten), GT = Gegentore, SO = Shutouts, Sv% = gehaltene Schüsse (in %), GTS = Gegentorschnitt; Fett: Turnierbestwert
| Spieler         | Team               | Sp | TOI    | GT | SO | Sv%  | GTS   |
| --------------- | ------------------ | -- | ------ | -- | -- | ---- | ----- |
| Anna Prugowa    | Moskowskaja Oblast | 3  | 140:00 | 4  | 0  | 1,71 | 91,49 |
| Ivonne Schröder | Berlin             | 3  | 160:00 | 10 | 0  | 3,75 | 91,15 |

## Auszeichnungen
Spielertrophäen
| Auszeichnung        | Spieler         | Team                       |
| ------------------- | --------------- | -------------------------- |
| Beste Torhüterin    | Ivonne Schröder | OSC Berlin                 |
| Beste Verteidigerin | Emma Laaksonen  | Espoo Blues                |
| Beste Stürmerin     | Ija Gawrilowa   | Tornado Moskowskaja Oblast |

### Siegermannschaft

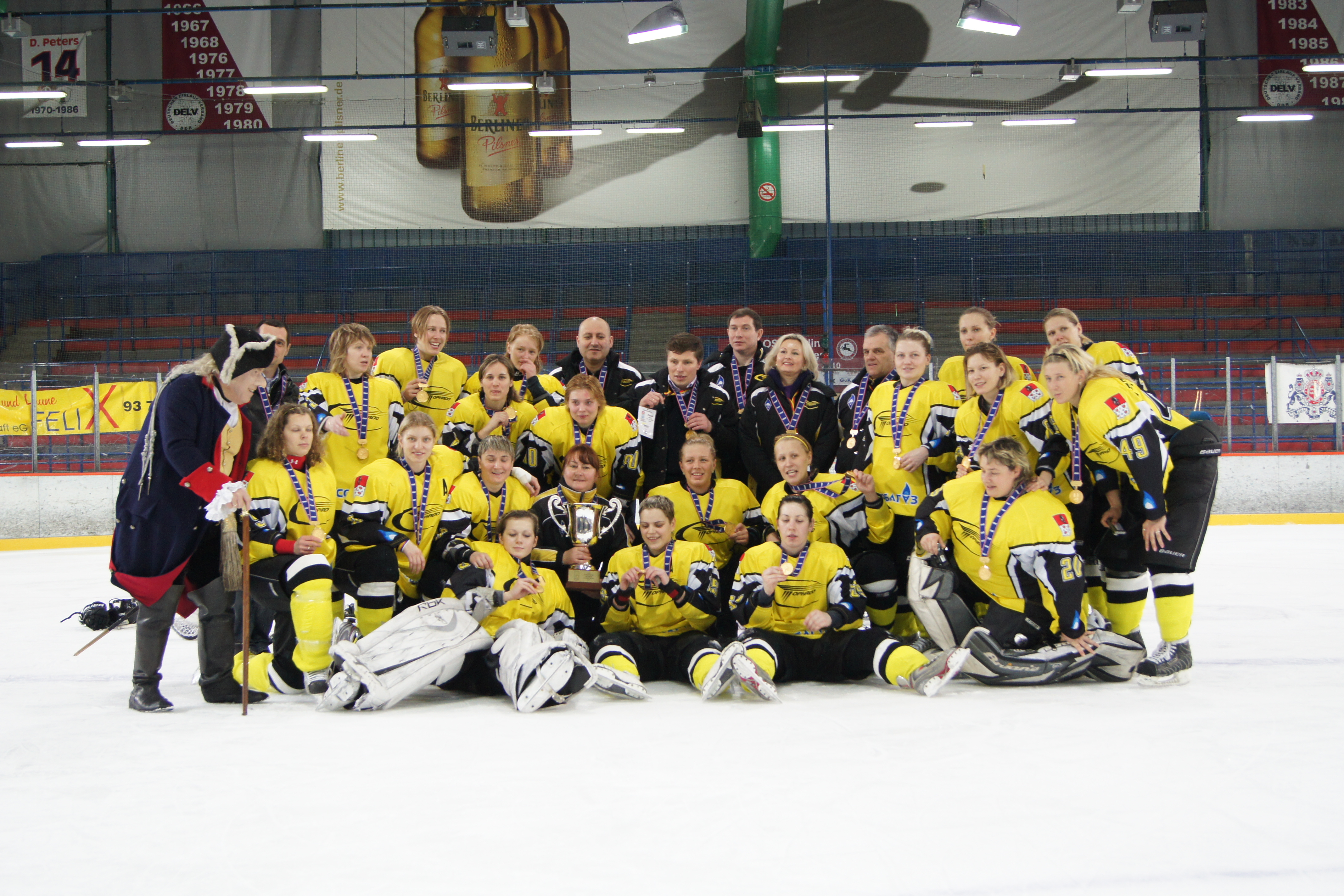
Das siegreiche Team von Tornado Moskowskaja Oblast

| European-Women-Champions-Cup-Sieger Tornado Moskowskaja Oblast | Torhüterinnen: Irina Gaschennikowa, Anna Prugowa Verteidigerinnen: Correne Bredin, Inna Djubanok, Olga Permjakowa, Kristina Petrowskaja, Soja Polunina, Natalja Pusikowa, Marija Skworzowa Angreiferinnen: Tatjana Burina, Ija Gawrilowa, Jana Kapustová, Iveta Koka, Swetlana Kolmykowa, Petra Pravlíková, Marina Sergina, Galina Skiba, Jekaterina Smolenzewa, Jekaterina Smolina Cheftrainer: Alexei Tschistjakow |